# Connie Talbot's Holiday Magic
Connie Talbot's Holiday Magic è il terzo album della cantante inglese Connie Talbot. Pubblicato il 13 ottobre 2009 da AAO Music, contiene alcune registrazioni dell'album precedente, Connie Talbot's Christmas Album, ma anche nuove tracce. L'album è stato pubblicato dopo che Connie fosse stata nominata ambasciatore per la campagna Toys for Tots, e parte del ricavato fu devoluto all'organizzazione.

## Tracce
1. Have Yourself a Merry Little Christmas – 2:47
2. White Christmas – 3:15 (Irving Berlin)
3. Silent Night – 3:28 (Franz Gruber)
4. It's Beginning to Look a Lot Like Christmas – 2:14 (Traditional)
5. Do You Hear What I Hear? – 3:22 (Noël Regney)
6. Mary's Boy Child – 3:32 (Jester Hairston)
7. Oh Little Town of Bethlehem – 3:55 (Redner / Traditional)
8. When a Child Is Born – 3:07
9. Frosty the Snowman – 2:47 (Sonny Rollins)
10. Rockin' Around the Christmas Tree – 2:34
11. Santa Claus Is Coming to Town – 2:58 (Haven Gillespie)
12. Walking in the Air – 3:31 (Howard Blake)
13. Ave Maria – 2:50 (Charles Gounod)